# La Conspiration des fantômes

La Conspiration des fantômes (The Ghosts of Sleath) est un roman d'horreur écrit par James Herbert en 1994. Il a été publié en français aux éditions Milady en 2010.

## Résumé
David Ash, spécialiste en phénomènes paranormaux et employé de l'Institut de recherches métapsychiques, est envoyé dans le petit village de Sleath dans les Chilterns, où certains des habitants semblent avoir vu des fantômes. Avant d'arriver au village, il pense frapper un enfant qui se tenait en plein milieu de la route. Puis il s'aperçoit que ce personnage a complètement disparu.
À Sleath, il rencontre Grace Lockwood, celle qui a averti l'Institut de la présence de revenants dans le village. Elle est la fille du révérend Edmund Lockwood, pasteur de l'endroit. Elle et son père racontent à Ash ce qui est arrivé dans les dernières semaines à Sleath. Ellen Preddle, une habitante du village dont le fils est mort noyé dans son bain il y a un mois, le voit régulièrement lui apparaître. Ruth Cauldwell, la serveuse de l'auberge du village qui a été agressée sexuellement alors qu'elle n'était qu'une enfant, a vu son agresseur au pied de son lit alors qu'elle savait qu'il était mort depuis longtemps.
Revenu à l'auberge où il loge, Ash apprend que le père de Ruth a massacré un jeune homme, Danny Marsh, en plein centre du village. Il semble qu'il ait agressé sexuellement la jeune fille. Vu les témoignages, Ash croit qu'il y a vraiment des revenants dans le village. La nuit suivante, Jack Buckley, garde-chasse des environs de Sleath, voit un véritable fantôme alors qu'il était à la recherche de braconniers dans les bois. Un jeune braconnier, Mickey Dunn, aperçoit également le fantôme et tire dessus avec son arbalète, tuant par erreur le garde-chasse.
Le lendemain de ce meurtre, Grace Lockwood fait visiter à Ash Lockwood Hall, le vieux manoir en ruines de ses ancêtres. Il n'y trouve a priori rien de mystérieux. La nuit suivante, plusieurs phénomènes de poltergeist ont lieu à Sleath. Ash est témoin de l'un d'entre eux, chez Ellen Preddle. D'autres événements ont lieu à l'auberge, chez Ruth Cauldwell ainsi que chez un fermier du coin.
Le lendemain, Ash demande à Grace de consulter les archives paroissiales afin de voir si le passé du village peut expliquer les événements. Arrivés à l'église, ils tombent sur le révérend Lockwood, tombé en syncope au moment où il était en train de détruire une partie des archives. Heureusement, il reste quelques pièces intéressantes, examinées par Ash et Seamus Phelan, un personnage mystérieux arrivé depuis peu à Sleath. Il semble qu'un ancêtre des Lockwood, sir Garett, ait eu des pratiques douteuses en revenant de la cinquième croisade au XIIIe siècle, concernant les moyens de maîtriser son esprit au moment de mourir. Pour ce, il a torturé et égorgé plusieurs enfants de la région. Ses descendants ont continué ces pratiques, au moins jusqu'au XVIIIe siècle.
En début de soirée, un brouillard opaque et mystérieux engloutit le village et sa région. Plusieurs habitants sont alors témoins d'apparitions fantomatiques et de phénomènes paranormaux. Certains d'entre eux y laissent même leur peau, dont le docteur Stapley et Tom Ginty et sa femme, propriétaires de l'auberge. Des braconniers sont également tués.
Pendant ce temps, Ash et Grace sont à la recherche du révérend Lockwood, disparu depuis qu'il a été ramené à sa maison, car ils veulent l'interroger sur les agissements de ses ancêtres. Ils le retrouvent finalement dans les débris de Lockwood Hall où l'a emmené Seamus Phelan. Carl Beardsmore, un lointain cousin maintenant propriétaire de l'ancienne terre des Lockwood, est également présent. Ash et Grace apprennent que Lockwood et Beardsmore ont continué les pratiques de leurs ancêtres, assassinant des jeunes personnes, surtout des enfants, afin de contrôler leurs esprits et de connaître les mystères de la mort. À cause de sa syncope, Lockwood n'est plus que l'ombre de lui-même mais Beardsmore est toujours actif et veut éliminer les témoins gênants que sont Phelan, Ash et Grace. Mais les fantômes des enfants hantent les lieux et sont prêts à se venger de ceux qui leur ont fait tant de mal.

## Les principaux personnages
- David Ash : enquêteur spécialisé dans les phénomènes paranormaux. Son travail est d'enquêter sur certaines maisons pour voir si elles ne sont pas hantées. Son esprit est tourmenté depuis une enquête de ce genre il y a trois ans alors qu'il avait eu affaire à une véritable maison hantée.
- Kate McCarrick : elle dirige l'Institut de recherches métapsychiques où travaille Ash.
- Edmund Lockwood : pasteur de Sleath. Sa famille était autrefois les châtelains de la région.
- Grace Lockwood : fille du précédent. Spécialiste du Moyen Âge, elle a travaillé au musée de Cluny en France. Elle est revenue à Sleath après la mort de sa mère pour aider son père.
- Ellen Preddle : habitante de Sleath. Son mari, un pervers qui martyrisait leur enfant, est mort dans un accident il y a un an. Son enfant Simon vient de se noyer dans son bain.
- Tom Ginty : propriétaire de l'Auberge du sanglier noir à Sleath. Sa femme Rosemary l'aide à gérer le commerce.
- Ruth Cauldwell : serveuse à l'Auberge du sanglier noir. Fillette, elle a été agressée sexuellement par Munce, un ami de son père, ce qui l'a traumatisé.
- Danny Marsh : habitant de Sleath. Il est tué par Ralph Cauldwell en plein centre du village après qu'il a touché à sa fille Ruth.
- Jack Buckles : garde-chasse à Sleath.
- Mickey Dunn : braconnier se servant d'une arbalète. Il tue accidentellement Jack Buckles.
- docteur Stapley : médecin de Sleath. Ami d'Edmund Lockwood.
- Seamus Phelan : d'origine irlandaise, il fait mystère sur sa profession. Arrivé opportunément à Sleath, il aide Ash dans ses recherches.
- Carl Beardsmore : lointain cousin des Lockwood dont il a racheté les terres.

## Édition française
- James Herbert. La Conspiration des fantômes. Milady. 2010. 478 p.  (ISBN 9782811204396)